# Історія світу в 10 ½ розділах
«Історія світу в 10½  розділах» (англ. A History of the World in 10½ Chapters) — це роман Джуліана Барнса, який був уперше опублікований у 1989 році. Це збірка новел у різних стилях, де у деяких сюжетних лініях вони перегукуються між собою та мають тонкий зв’язок. Більшість із них вигадані, але деякі мають історичне підгрунтя.

## Передумови
Одним із багатьох повторюваних мотивів у книзі є зображення кораблів. Це натякає на Ноїв ковчег — тему першого розділу — який відіграє домінуючу роль в авраамічних релігіях як приклад Божого Суду.  Деревний черв'як, який є оповідачем першого розділу, ставить під сумнів мудрість призначення Ноя Божим представником. Деревний черв'як залишається поза ковчегом, так само як інші «нечисті» або «незначні» види; але колонія деревних черв'яків потрапляє в ковчег без запрошення, як безквиткові пасажири, «зайці», і вони переживають Великий потоп. Деревний черв'як стає однією з багатьох фігур, що поєднує кожну новелу. Він з'являється майже в кожному розділі та символізує процеси розпаду й гниття, особливо в галузі знань та історичного розуміння.

## Сюжет
Розділ 1 «Пасажири без квитків» є альтернативним описом історії Ноєвого ковчега з точки зору деревних черв'яків, яких не взяли на борт і які були безквитковими «зайцями» під час подорожі.
Розділ 2 «Незвані гості» описує викрадення круїзного лайнера, подібне до інциденту, що стався в 1985 році на «Ахілле Лауро».
Розділ 3 «Релігійні війни» повідомляє про судовий процес проти деревних черв'яків у церкві, оскільки їхня діяльність призвела до того, що будівля стала нестабільною.
Розділ 4 «Та, яка вижила» відбувається в світі, в якому Чорнобильська катастрофа стала «першою великою аварією». Журналісти повідомляють, що світ перебуває на межі ядерної війни . Головна героїня новели рятується на човні, щоб уникнути, очевидно, неминучого «ядерного Голокосту». Чи сталося це насправді, чи це просто результат параної головної героїні, залишається невизначеним.
Розділ 5 «Кораблетроща» — це аналіз картини Жеріко «Пліт Медузи». Перша половина розповідає про історичні події корабельної аварії та виживання членів екіпажу. У другій половині розділу аналізується сама картину. Описується, згідно з Жеріко, «пом'якшення» впливу дійсності, щоб зберегти естетизм твору або зробити розповідь більш приємною для читання.
Розділ 6 «Гора» описує подорож релігійної жінки до монастиря, де вона хоче помолитися за свого померлого батька. Пліт Медузи також відіграє важливу роль у цій історії.
Розділ 7 «Три прості оповідки» зображає врятованого з «Титаніка», біблійну історію про Іону та кита, та єврейських біженців на борту лайнера «Сент-Луїс» у 1939 році, яким було заборонено висадитися в США або інших країнах.
Розділ 8 «Угору за течією» складається з листів актора, який подорожує до віддалених джунглів для участі в кінопроєкті, що схожий на фільм «Місія» (1986). З часом його листи стають все більш філософськими та складними. В основному через те, що він стикається з нестандартними життєвими ситуаціями, особистостями своїх колег кінозірок та режисера, а також з особливостями корінного населення. Ці події досягають апогею, коли його колега тоне під час аварії на плоті.
Непронумерований напів-розділ «У дужках» вставлений між розділами 8 та 9. Від інших розділів, які є новелами, він відрізняється за стилем. Тут неназваний оповідач звертається до своїх читачів і пропонує філософську дискусію про кохання та, коротко, про історію. Під час обговорення та порівняння поетів та прозаїків щодо їхньої здатності писати про кохання, оповідач, задаючи чергове запитання, пропонує до розгляду ім’я «Джуліан Барнс». Проведена паралель з картиною Ель Греко «Поховання графа Оргаза», на якій художник стикається з глядачем. Ця частина включає обговорення рядків з вірша Філіпа Ларкіна «Могила Арунделя» («Те, що з нас виживе — це любов»), і з У. О. Одена «1 вересня 1939 р.» («Ми повинні любити один одного або померти»).
Розділ 9 «Проект Арарат» розповідає історію вигаданого космонавта Спайка Тигглера, яка базується на житті космонавта Джеймса Ірвіна. Тигглер ініціює експедицію, щоб відновити те, що залишилося від Ноєвого ковчега. Перегукується з розділом 6 «Гора».
Розділ 10 «Сон» зображає Новий Рай.